# Ocosia fasciata
Ocosia fasciata är en fiskart som beskrevs av Matsubara, 1943. Ocosia fasciata ingår i släktet Ocosia och familjen Tetrarogidae. Inga underarter finns listade i Catalogue of Life.